# Kisszokond
Kisszokond (Soconzel) falu Romániában. Szatmár megye egyik települése. Közigazgatásilag Nagyszokond (Socond) község része.

## Fekvése
Szatmárnémetitől délkeletre, a Szatmári-síkság széle és a Bükk hegység találkozásánál fekszik.

## Története
Borovszky a település múlt század elejei viszonyairól a következőket írja: "Kisszokond, oláh kisközség az erdődi járásban, a vármegye szélén, a Bükk hegység alatt. Van benne 97 faház; 537 lakosa közül 11 magyar, 48 horvát, a többi gör. kath. oláh. Határa 3406 k. hold."
Első említése 1424-ből származik.
Hajdan Felsőszokond volt a neve, és a bélteki uradalomhoz tartozott.
A 16. századig a Drágfiaké volt; azontúl az erdődi uradalommal együtt a szatmári vár tartozékaként a Szatmári uradalom-hoz tartozott..
A 17. században a gróf Károlyi család birtokaihoz tartozott.
1919-ig Magyarországhoz tartozott, Szatmár vármegye részeként. 1910-ben 565 lakosából magyar 11, román 546, egyéb nemzetiségű 8.
1992-ben 531 román nemzetiségű lakos lakta.

## Nevezetességei
A görögkatolikus egyház fatemploma a XVIII. sz-ban épült.

## Közlekedés
Megközelíthetősége közúton, Erdőd irányából, Oláhgyűrűs és Nagyszokond érintésével.